# Opstand (begroeiing)

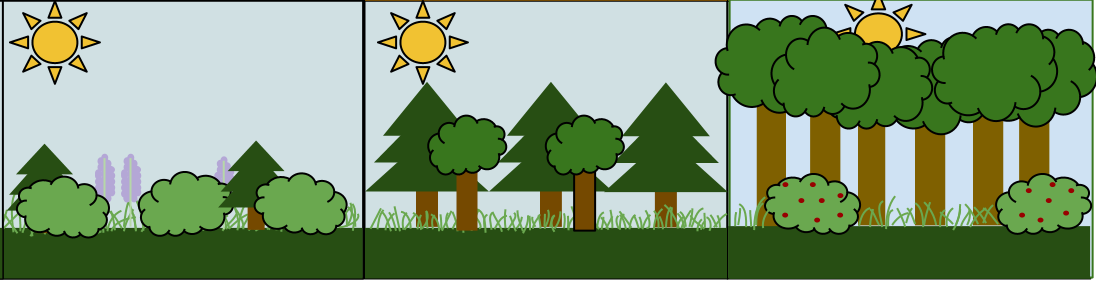
Schematische weergave van drie opstanden

Met een opstand of houtopstand wordt in het natuurbeheer een geheel van bomen of struiken bedoeld waaraan voldoende homogeniteit wordt toegekend in soortensamenstelling, leeftijd, textuur en structuur om onderscheiden te worden van andere begroeiingen in het aangrenzende terrein. Doorgaans vormen opstanden een beheersmatige eenheid. Het begrip wordt vooral gebruikt in de bosbouw.

## Fotogalerij

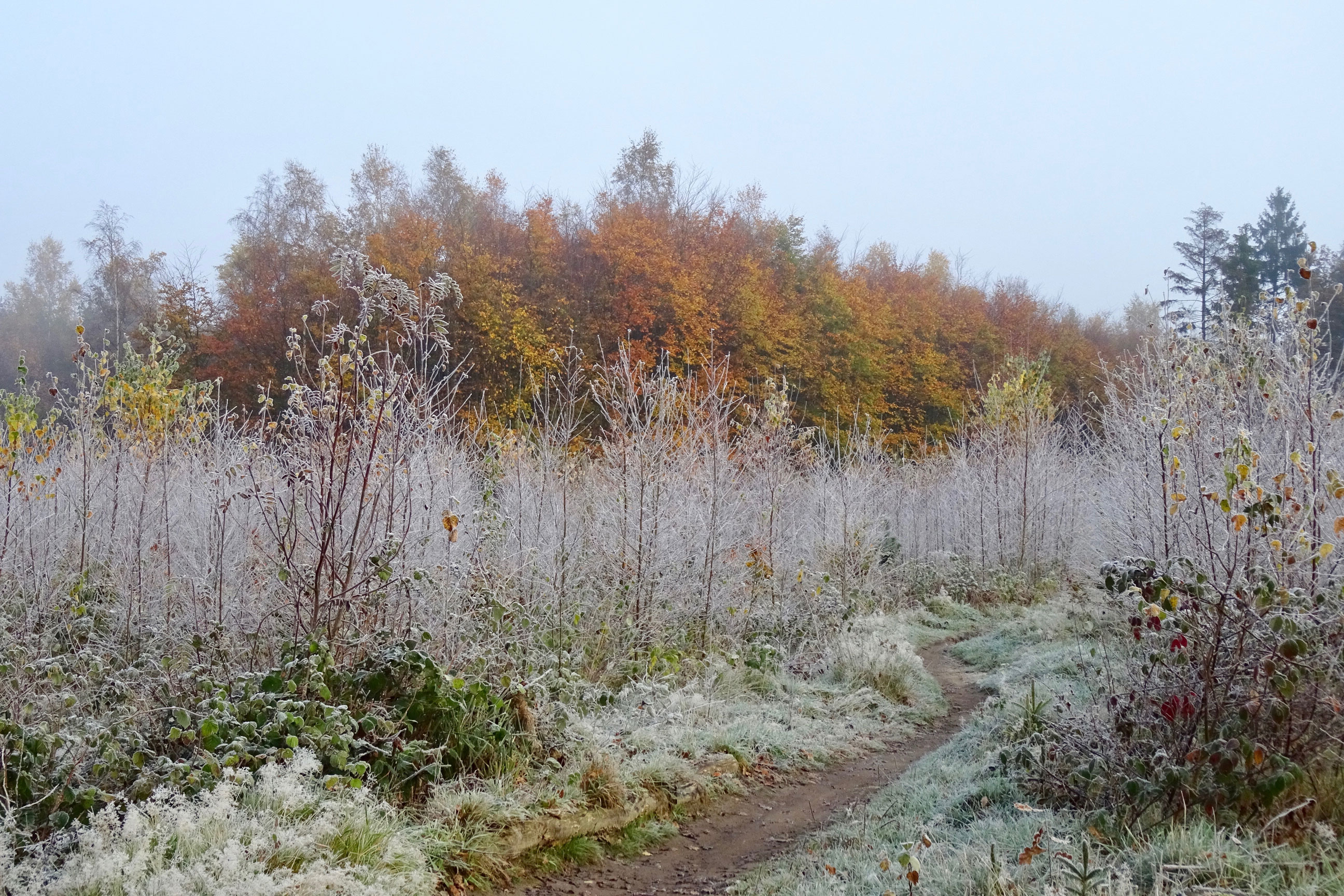
Jonge opstand van gedomineerd door ruwe berk (voorgrond).
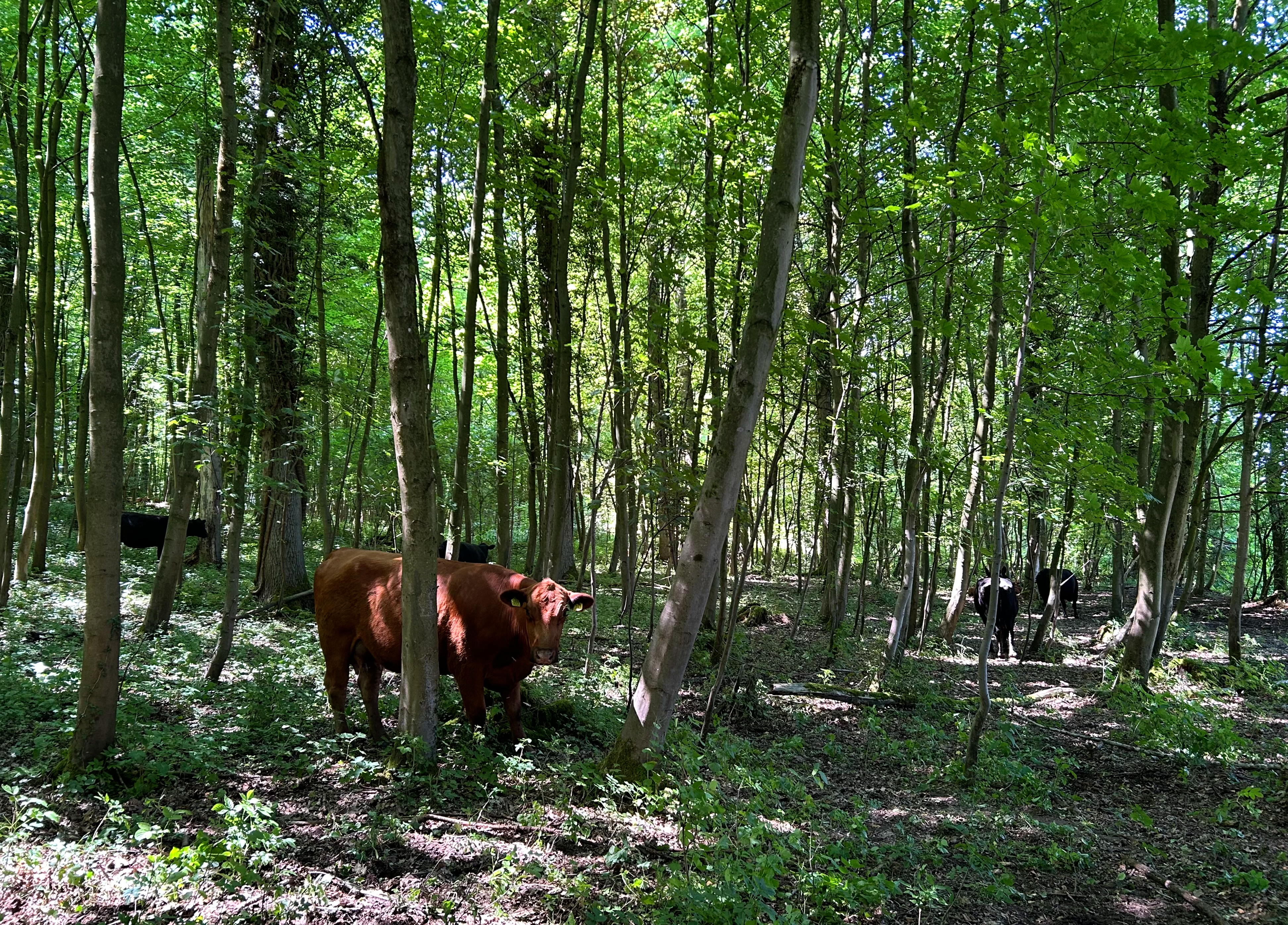
Bosbegrazing in een opstand van gewone esdoorn met overstaanders van zomereik.